# Christoph Mangold

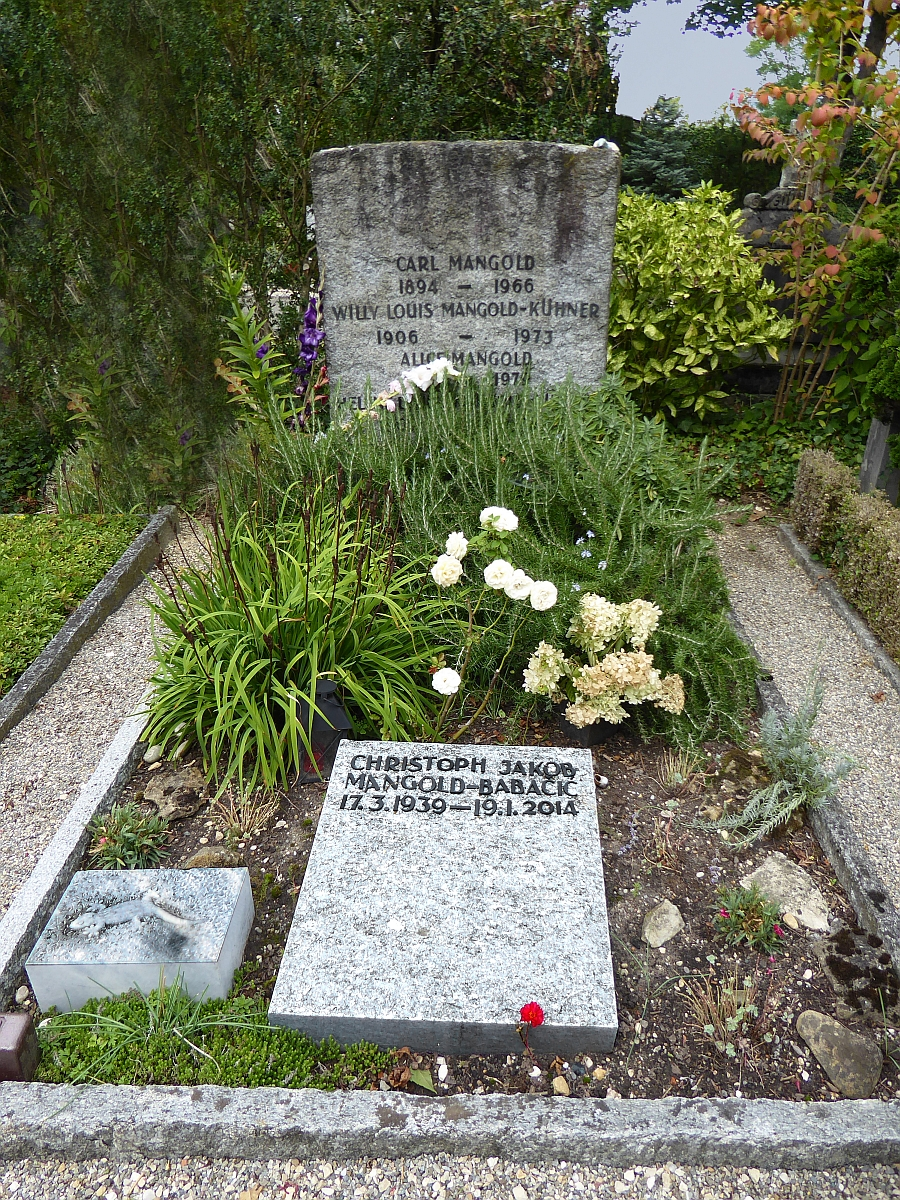
Grób na cmentarzu Wolfgottesacker w Bazylei

Christoph Mangold (ur. 17 marca 1939 w Bazylei, zm. 19 stycznia 2014 tamże) – szwajcarski pisarz i dziennikarz. Od 1964 publikował pod pseudonimem Lynkeus. Mieszkał w Bazylei i Dalmacji. Był członkiem Szwajcarskiej Partii Pracy.

## Twórczość

### Książki
- Manöver. Ein kleiner Roman. Rowohlt, Reinbek 1962
- Sei’s drum. Gelegenheits-Gedichte. Nachwort von Kurt Marti(inne języki). Kandelaber, Bern 1968
- Konzert für Papagei und Schifferklavier. Roman. Benziger, Zürich 1969
- Christoph Mangold’s Agenda. Benziger, Zürich 1970
- Das Gegenteil von allem. Gute Schriften (GS 408), Basel 1975
- Rückkehr aus der Antarktis. Roman. Lenos (Litprint 64), Basel 1977
- Zdenka. Lenos (Litprint 51), Basel 1980
- Gras anmalen. Gedichte. Nachtmaschine, Basel 1980
- Keine Angst, wir werden bewacht. Gedichte von 1982–1968. Lenos (Litprint 38), Basel 1982

### Sztuki teatralne
- Polizeistunde. Biertischgespräche. UA: Theater Basel 1972

### Słuchowiska
- My Nammen isch Matter. Schweizer Radio DRS, Basel 1965
- Stationen. Radio DRS, Basel 1966